# Ночь в Лиссабоне
«Ночь в Лиссабоне» (нем. Die Nacht von Lissabon) — роман Эриха Марии Ремарка, в котором описывается судьба немецких эмигрантов в нацистскую эпоху до и во время Второй мировой войны во Франции, Испании и Португалии. «Ночь в Лиссабоне» был опубликован в 1962 году и стал предпоследним романом Ремарка. В 1971 году Збынек Бриних экранизировал роман для телевидения.

## Сюжет
Рассказчик — немецкий эмигрант, оказавшийся в 1942 году в порту Лиссабона и наблюдающий за кораблём, который на следующий день отплывает в США. Он только что проиграл последние деньги в казино, в надежде выиграть достаточно денег для поездки на корабле в США для себя и своей жены — в конце концов, тщетная затея, поскольку ни у одного из них нет визы. Он встречает другого эмигранта, который представился как Йозеф Шварц и предложил ему два паспорта с визами в США, а также два билета на корабль, при условии, что рассказчик послушает его, Шварца, одну ночь, чтобы тот рассказал историю своей жизни. Рассказчик соглашается, и в ту ночь он и Шварц переходят из одного лиссабонского бара в другой, через бордели и кафе, в то время как Шварц непрерывно вспоминает последние годы своей жизни.
Шварц — это не его настоящее имя, а имя умершего эмигранта, австрийца, который торговал картинами в Париже в конце 1930-х годов и незадолго до смерти оставил свой паспорт и несколько ценных рисунков эмигранту Йозефу, настоящего имени которого мы не узнаем. Йозеф принимает паспорт и личность умершего, и теперь его зовут Йозеф Шварц. Главный герой не спрашивает у Шварца, почему тот бежал из Германии, ведь «причин хватало, и ни одну из них нельзя было назвать интересной — они были несправедливы. Никогда не интересно быть жертвой. Он мог быть евреем или принадлежать к политической партии, враждебной нынешнему режиму. У него могли оказаться враги, ставшие влиятельными. Существовали десятки причин, по которым в Германии можно было погибнуть или оказаться в концентрационном лагере».
Он возвращается в Германию, навещает в Оснабрюке свою жену Хелен, которую ему пришлось оставить, которая всё ещё любит его и на этот раз хочет покинуть Германию вместе с ним. Противник Шварца — офицер гестапо Георг Юргенс, брат Хелен. Йозеф и Хелен бегут в Швейцарию, затем во Францию и счастливо проводят время, пока не начинается война и их не интернируют в отдельные лагеря как граждан вражеской державы. Йозеф попадает в лагерь для интернированных Ле-Верне, сбегает, находит свою жену и сбегает с ней обходными путями в Марсель, где находится большое количество беженцев и где, по счастливой случайности, знакомство с богатым американцем даёт паре возможность получить визу в США.
Но Йозефа Шварца забирает гестапо перед консульством США в Марселе и он подвергается пыткам — сначала садистским офицером гестапо, а затем и братом Хелен Георгом, который проследил за ними до Марселя. Той же ночью Шварцу удаётся обмануть Георга, заставив того поверить, что он отведёт его к Хелен. Во время последующей поездки на машине он убивает Георга и скрывается на его автомобиле. Паспорт офицера гестапо в конечном итоге позволяет ему получить испанскую и португальскую визы, с которыми Йозеф и Хелен могут покинуть Францию.
Однако над будущим обоих нависла тень, потому что Хелен уже давно смертельно больна раком. Читатель давно подозревает об этом, а Шварц узнаёт об этом за несколько дней до их бегства из Франции. Они добираются до Лиссабона, где Шварц получает визы для себя и Хелен, но за день до их запланированного отъезда в Америку смертельно больная женщина принимает яд и кончает с собой.
Отчаявшийся Шварц решает вступить в Иностранный легион и сражаться против немцев. Исповедуя свою жизнь незнакомцу, он надеется сохранить в мире память о своей возлюбленной Хелен, образ которой уже начинает таять в его сознании. Шварц отдаёт билеты и визы, которые на самом деле предназначались ему и Хелен, своему слушателю, которому удаётся уехать в Америку.
Книга удручающе показывает, как люди без вины оказались в жизненных ситуациях, как они адаптировались до неузнаваемости и как судьба в конечном итоге способна положить конец всякой надежде. В конечном счёте, это также показывает, как сам Ремарк, спустя более 20 лет после своей эмиграции, не мог освободиться от этих проблем и как нацистский режим продолжал использовать свою страшную власть в течение долгого времени после окончания войны в отношении тех жертв, которые бежали из страны живыми.

## Экранизация
- 1971 год — телевизионный фильм «Die Nacht von Lissabon» (Западная Германия). Режиссёр — Збынек Бриних. Первый показ — 9 апреля 1971 года[3]